# Allan Stone
Allan James Stone (* 14. Oktober 1945 in Launceston) ist ein ehemaliger australischer Tennisspieler.

## Karriere
Er betrieb den Sport in den 1960er- und 1970er-Jahren professionell. Er erzielte seine höchste Platzierung in der ATP-Weltrangliste im Einzel mit Platz 38 im Jahr 1975, auch wenn er bereits für mehrere Jahre vor der Einführung der ATP-Weltrangliste gespielt hatte.
Stone erzielte den Großteil seiner Erfolge in Doppelkonkurrenzen, von denen er im Laufe seiner Karriere elf gewann, darunter die Australian Open in den Jahren 1968 (damals als Australian Championship) und 1977. Im Einzel erreichte er vier Finals, unter anderem beim Cincinnati Masters 1968.

## Erfolge
| Legende (Anzahl der Siege)                       |
| Grand Slam (2)                                   |
| Tennis Masters Cup ATP World Tour Finals         |
| ATP Masters Series ATP World Tour Masters 1000   |
| ATP International Series Gold ATP World Tour 500 |
| Sonstige Turniere (9)                            |

| ATP-Titel nach Belag |
| Hartplatz (2)        |
| Sand (1)             |
| Rasen (4)            |
| Teppich (4)          |

### Einzel

#### Finalteilnahmen
| Nr. | Datum            | Turnier    | Belag       | Finalgegner     | Ergebnis           |
| --- | ---------------- | ---------- | ----------- | --------------- | ------------------ |
| 1.  | 21. Juli 1969    | Cincinnati | Sand        | Cliff Richey    | 1:6, 2:6           |
| 2.  | 7. Dezember 1969 | Brisbane   | Rasen       | Ray Ruffels     | 6:8, 6:4, 3:6, 3:6 |
| 3.  | 7. März 1971     | Auckland   | Rasen       | Bob Carmichael  | 6:7, 6:7, 3:6      |
| 4.  | 19. Januar 1975  | Baltimore  | Teppich (i) | Brian Gottfried | 6:3, 2:6, 3:6      |
| 5.  | 23. Februar 1975 | Carlsbad   | Hartplatz   | Rod Laver       | 2:6, 2:6           |

### Doppel

#### Turniersiege
| Nr. | Datum             | Turnier             | Belag     | Partner       | Finalgegner                  | Ergebnis               |
| --- | ----------------- | ------------------- | --------- | ------------- | ---------------------------- | ---------------------- |
| 1.  | 29. Januar 1968   | Australian Open (1) | Rasen     | Dick Crealy   | Terry Addison Ray Keldie     | 10:8, 6:4, 6:3         |
| 2.  | 12. Juli 1970     | Båstad              | Sandplatz | Dick Crealy   | Željko Franulović Jan Kodeš  | 6:2, 2:6, 12:12 aufgg. |
| 3.  | 8. April 1973     | München             | Teppich   | Nikola Pilić  | Cliff Drysdale Cliff Richey  | 7:5, 5:7, 6:4          |
| 4.  | 19. August 1973   | Merion              | Rasen     | Colin Dibley  | John Austin Fred McNair      | 7:6, 6:3               |
| 5.  | 3. Februar 1974   | Richmond            | Teppich   | Nikola Pilić  | John Alexander Phil Dent     | 6:3, 3:6, 7:6          |
| 6.  | 27. Oktober 1974  | Adelaide            | Rasen     | Grover Reid   | Mike Estep Paul Kronk        | 7:6, 6:4               |
| 7.  | 2. Februar 1975   | Dayton              | Teppich   | Ray Ruffels   | Paul Gerken Brian Gottfried  | 7:6, 7:5               |
| 8.  | 30. August 1976   | Boston              | Teppich   | Ray Ruffels   | Mike Cahill John Whitlinger  | 3:6, 6:3, 7:6          |
| 9.  | 10. Oktober 1976  | Maui                | Hartplatz | Raymond Moore | Dick Stockton Roscoe Tanner  | 6:7, 6:3, 6:4          |
| 10. | 30. Oktober 1977  | Perth               | Hartplatz | Ray Ruffels   | Nick Saviano John Whitlinger | 6:2, 6:1               |
| 11. | 31. Dezember 1977 | Australian Open (2) | Rasen     | Ray Ruffels   | John Alexander Phil Dent     | 7:6, 7:6               |

#### Finalteilnahmen
| Nr. | Datum              | Turnier                 | Belag       | Partner              | Finalgegner                  | Ergebnis           |
| --- | ------------------ | ----------------------- | ----------- | -------------------- | ---------------------------- | ------------------ |
| 1.  | 19. Mai 1968       | Rom                     | Sand        | Nicky Kalogeropoulos | Tom Okker Marty Riessen      | 3:6, 4:6, 2:6      |
| 2.  | 27. Juli 1969      | Indianapolis            | Sand        | Dick Crealy          | Bill Bowrey Clark Graebner   | 4:6, 6:4, 4:6      |
| 3.  | 23. Mai 1971       | Hamburg                 | Sand        | Dick Crealy          | John Alexander Andrés Gimeno | 4:6, 5:7, 9:7, 4:6 |
| 4.  | 22. Oktober 1972   | Vancouver               | Teppich (i) | Cliff Drysdale       | John Newcombe Fred Stolle    | 6:7, 0:6           |
| 5.  | 28. Januar 1973    | Carlsbad                | Hartplatz   | Nikola Pilić         | Roy Emerson Rod Laver        | 7:6, 3:6, 4:6      |
| 6.  | 23. April 1973     | Johannesburg            | Hartplatz   | Frew McMillan        | Bob Lutz Stan Smith          | 1:6, 4:6, 4:6      |
| 7.  | 29. April 1973     | Göteborg                | Teppich (i) | Nikola Pilić         | Roy Emerson Rod Laver        | 7:6, 4:6, 1:6      |
| 8.  | 14. Oktober 1973   | Tokio                   | Sand        | Colin Dibley         | Mal Anderson Ken Rosewall    | 5:7, 5:7           |
| 9.  | 4. November 1973   | Jakarta                 | Hartplatz   | John Newcombe        | Mike Estep Ian Fletcher      | 5:7, 4:6           |
| 10. | 1. Januar 1975     | Australian Open         | Rasen       | Bob Carmichael       | John Alexander Phil Dent     | 3:6, 6:7           |
| 11. | 20. April 1975     | Denver                  | Teppich (i) | Bob Carmichael       | Roy Emerson Rod Laver        | 2:6, 6:3, 5:7      |
| 12. | 5. Juli 1975       | Wimbledon Championships | Rasen       | Colin Dowdeswell     | Vitas Gerulaitis Sandy Mayer | 5:7, 6:8, 4:6      |
| 13. | 28. September 1975 | San Francisco           | Teppich (i) | Kim Warwick          | Fred McNair Sherwood Stewart | 2:6, 6:73          |
| 14. | 4. April 1976      | São Paulo               | Teppich (i) | Charlie Pasarell     | Ross Case Geoff Masters      | 5:6, 1:6           |
| 15. | 11. April 1976     | Houston                 | Sand        | Charlie Pasarell     | Rod Laver Ken Rosewall       | 4:6, 2:6           |
| 16. | 19. September 1976 | Woodlands               | Hartplatz   | Phil Dent            | Brian Gottfried Raúl Ramírez | 1:6, 4:6, 7:5, 6:7 |
| 17. | 27. März 1977      | Carlsbad                | Hartplatz   | Ray Ruffels          | Bob Hewitt Frew McMillan     | 4:6, 2:6           |
| 18. | 18. Dezember 1977  | Sydney                  | Rasen       | Ray Ruffels          | John Alexander Phil Dent     | 6:7, 6:2, 3:6      |
| 19. | 15. Oktober 1978   | Brisbane                | Rasen       | Syd Ball             | John Alexander Phil Dent     | 3:6, 6:7           |